# Duy Tân, thành phố Kon Tum
Duy Tân cũ là một phường thuộc thành phố Kon Tum cũ , tỉnh Kon Tum cũ Việt Nam.

## Địa lý
Phường Duy Tân có vị trí địa lý:
- Phía đông giáp phường Trường Chinh
- Phía tây giáp phường Ngô Mây
- Phía nam giáp phường Quang Trung
- Phía bắc giáp xã Đăk Cấm.

Phường Duy Tân có diện tích 5,50 km², dân số năm 2020 là 15.702 người, mật độ dân số đạt 2.855 người/km².

## Hành chính
Phường Duy Tân được chia thành 10 tổ dân phố: 1, 2, 3, 4, 5, 6, 7, 8, 9, 10.

## Lịch sử
Ngày 3 tháng 9 năm 1998, Chính phủ ban hành Nghị định số 69/1998/NĐ-CP về việc thành lập phường Duy Tân trên cơ sở 545,5 ha diện tích tự nhiên và 3.436 nhân khẩu của phường Quang Trung.
Ngày 10 tháng 4 năm 2009, Chính phủ ban hành Nghị định 15/NĐ-CP về việc thành lập thành phố Kon Tum thuộc tỉnh Kon Tum. Phường Duy Tân trực thuộc thành phố Kon Tum.